# Roning under sommer-OL 2008 - Otter kvinder
Konkurrencen i otter for kvinder er en af disciplinerne ved roning under Sommer-OL 2008 og bliver afholdt fra 10. til 17. august på Shunyi olympiske ro- og kajakstadion.
| Dato                     | Tid         | Tid         | Runde            | Noter                                                            |
| Dato                     | Lokal       | Dansk       | Runde            | Noter                                                            |
| ------------------------ | ----------- | ----------- | ---------------- | ---------------------------------------------------------------- |
| Søndag, 10. august 2008  | 17:20-17:40 | 11:20-11:40 | Indledende heats | Udsat til man 11/8 14:50-15:10 (da: 08:50-09:10) grundet vejret. |
| Tirsdag, 12. august 2008 | 17:10-17:20 | 11:10-11:20 | Opsamlingsheats  | Udsat til ons 13/8 17:40-17:50 (da: 11:40-11:50).                |
| Søndag, 17. august 2008  | 17:10-17:20 | 11:10-11:20 | Finale A         |                                                                  |

## Indledende heats
Kvalifikationsregler:
- 1 går videre til finale A (FA)
- 2+ går videre til opsamlingsheats (O)

### 1. heat
| Plac. | Roere                                                                                            | Land           | Tid     | Noter |
| ----- | ------------------------------------------------------------------------------------------------ | -------------- | ------- | ----- |
| 1     | Cafaro, Shoop, Goodale, Logan, Cummins, Francia, Lind, Davies, Whipple                           | USA            | 6:06.53 | FA    |
| 2     | Ashford, Rodford, Page, Howard, Eddie, Winckless, Knowles, Greves, O'Connor                      | Storbritannien | 6:08.68 | O     |
| 3     | Mandoli, Morin, Bonikowsky, Brzozowicz, Stefancic, Williams, Marquardt, Rumball, Thompson-Willie | Canada         | 6:12.68 | O     |
| 4     | Hennings, Reinert, Wengert, Schmutzler, Wech, Derlien, Zimmermann, Elke Hippler, Ruppel          | Tyskland       | 6:14.42 | O     |

### 2. heat
| Plac. | Roere                                                                                       | Land       | Tid     | Noter |
| ----- | ------------------------------------------------------------------------------------------- | ---------- | ------- | ----- |
| 1     | Burcică, Susanu, Şerban, Barabas, Musat, Papuc, Andrunache, Ignat, Georgescu                | Rumænien   | 6:05.77 | FA    |
| 2     | Dekker, Smulders, Kingma, Repelaer van Driel, van Rumpt, Tanger, Siegelaar, de Haan, Workel | Holland    | 6:07.41 | O     |
| 3     | Frasca, Pratley, Kehoe, Bale, Kell, Hornsey, Tait, Heard, Patrick                           | Australien | 6:07.93 | O     |

### Opsamlingsheat
Kvalifikationsregler:
- 1-4 går videre til finale A (FA)
- 5+ udgår

| Plac. | Roere                                                                                            | Land           | Tid     | Noter |
| ----- | ------------------------------------------------------------------------------------------------ | -------------- | ------- | ----- |
| 1     | Mandoli, Morin, Bonikowsky, Brzozowicz, Stefancic, Williams, Marquardt, Rumball, Thompson-Willie | Canada         | 6:10.50 | FA    |
| 2     | Dekker, Smulders, Kingma, Repelaer van Driel, van Rumpt, Tanger, Siegelaar, de Haan, Workel      | Holland        | 6:11.58 | FA    |
| 3     | Ashford, Rodford, Page, Howard, Eddie, Winckless, Knowles, Greves, O'Connor                      | Storbritannien | 6:12.10 | FA    |
| 4     | Frasca, Pratley, Kehoe, Bale, Kell, Hornsey, Tait, Heard, Patrick                                | Australien     | 6:12.52 | FA    |
| 5     | Hennings, Reinert, Wengert, Schmutzler, Wech, Derlien, Zimmermann, Elke Hippler, Ruppel          | Tyskland       | 6:14.45 |       |

## Finale A
| Plac. | Roere                                                                                            | Land           | Tid     | Noter |
| ----- | ------------------------------------------------------------------------------------------------ | -------------- | ------- | ----- |
|       | Cafaro, Shoop, Goodale, Logan, Cummins, Francia, Lind, Davies, Whipple                           | USA            | 6:05.34 |       |
|       | Dekker, Smulders, Kingma, Repelaer van Driel, van Rumpt, Tanger, Siegelaar, de Haan, Workel      | Holland        | 6:07.22 |       |
|       | Burcică, Susanu, Şerban, Barabás, Muşat, Papuc, Andrunache, Ignat, Georgescu                     | Rumænien       | 6:07.25 |       |
| 4     | Mandoli, Morin, Bonikowsky, Brzozowicz, Stefancic, Williams, Marquardt, Rumball, Thompson-Willie | Canada         | 6:08.04 |       |
| 5     | Ashford, Rodford, Page, Howard, Eddie, Winckless, Knowles, Greves, O'Connor                      | Storbritannien | 6:13.74 |       |
| 6     | Frasca, Pratley, Kehoe, Bale, Kell, Hornsey, Tait, Heard, Patrick                                | Australien     | 6:14:22 |       |